# أليكس نيلسن
أليكس نيلسن (بالألمانية: Alex Nielsen)  (و. 1967  م) هو لاعب كرة قدم، من الدنمارك.